# Rainbow Islands: The Story of Bubble Bobble 2
Rainbow Islands: The Story of Bubble Bobble 2 är titeln på ett arkadspel släppt av det japanska företaget Taito år 1987. Spelet finns även släppt till ett antal spelkonsoler.
I spelet spelar man som Bubby eller Bobby och ska ta sig igenom sju öar, där man på varje ö ska samla sju diamanter. När man har klarat de sju öarna öppnas ytterligare tre öar som man måste klara för att vinna spelet.

### Fotnoter
1. 1 2  ”Rainbow Islands: The Story of Bubble Bobble 2”. NES DB. 27 februari 1988. Arkiverad från originalet den 11 mars 2015. https://web.archive.org/web/20150311200229/http://www.nesdb.se/game_more.php?id=1206&rid=1. Läst 25 april 2014.